# Andrey Nechaev
Andrey Nechayev (Moscou, 2 de fevereiro de 1953) é um político russo, cientista e economista, presidente do banco Corporação Financeira Russa em 1993-2013, Ministro da Economia da Rússia em 1992-1993 (Primeiro Gabinete do Viktor Chernomyrdin), presidente do partido Iniciativa Cívica.